# L'École de la Loire
L'École de la Loire est une académie internationale fondée par Hubert-Fillay (1879-1945) et Jacques-Marie Rougé (1873-1956) le 24 juin 1922. Elle regroupe poètes, peintres, sculpteurs de l'ensemble du Centre-Val de Loire, tout en s'ouvrant par ses prix et ses concours à la France entière.

## Histoire
L'origine de l'École de la Loire réside dans un mouvement régionaliste, que conçoivent Hubert-Fillay, Jacques-Marie Rougé, Gérard de Lacaze-Duthiers, Géo Mary, entre autres, qui se distingue à travers l'expérience du théâtre en plein air de Courçay-sur-Indre. Cette manifestation se caractérise par un certain goût pour l'idéalisme, une nostalgie du passé, un intérêt marqué pour la Nature comme décor et lieu de représentation, dans un cadre festif et une atmosphère champêtre. On y reconnaît un amour manifeste du terroir. C'est par la création de revues que se développe progressivement l'engouement qui consiste à réunir les divers talents artistiques locaux, qui formeront le groupe de prédilections : « La vie Blésoise » (1904-1906) ainsi que « Le Jardin de France » (1907-1912), dont Hubert-Fillay est le rédacteur en chef. Suivront « Blois » et « Le Loir-et-Cher » en 1920, qu'animeront notamment Maurice Genevoix et Jean-Paul Boncour, et que feront vivre bon nombre d'auteurs. Aussi, les artistes présents ont en commun « un même idéal » et « de mêmes aspirations » qui aboutissent à l'appellation officielle de l'École en 1922. Le rayonnement de l'École de la Loire s'étend autour du Blésois, la Touraine, Nevers, jusqu'à Orléans. En réunissant maints artistes à Blois, Hubert-Fillay souhaite que cette nouvelle « école »  soit reconnue dans la capitale. Il aspire à fédérer tout le Val-de-Loire, trouver un « style » qui lui appartienne proprement. Des conférences, rencontres, concours sont alors régulièrement organisés, tandis que des œuvres picturales sont exposées au château de Blois.
L'École de Rochefort songe aux débuts de sa formation à se nommer également « École de la Loire », alors que le terme d'« école » faisait déjà débat, mais cherche une autre appellation lorsque Hubert-Fillay informe qu'il est président d'une association qui en porte le nom.
Parmi les artistes-peintre ou écrivains qui ont fait partie de cette École, avec parfois un attachement pour la Touraine et la Province d'Anjou, on peut nommer le Solognot Albert Besnard, Émile Couteau, l'éclectique Pascal Forthuny, André Foulon de Vaulx, Marcelle Joignet, Gaston Luce, André Piédallu, Edmond André Rocher, l'Historien Louis Vaunois, Alfred-Paul Vausselle, Alban Aribaud, Fernand Laplaud, René Blieck, Louis Groisard, Gilbert Trolliet, Lionello Fiumi. Aujourd'hui, l'Académie Internationale, qui compte près de trois-cents membres, à travers toute la France et au-delà, met en valeur des salons et maintient le concours annuel d'arts plastiques et de littérature française.

## Organisation
Le comité d'administration est composé d'une présidence, d'un ou d'une adjointe, d'une vice-présidence pour chaque domaine (littérature et arts plastiques), d'un secrétariat général, d'une trésorerie et d'un conseil artistique, qui a pour but de juger et orienter les choix, avec plusieurs administrateurs. Il est en outre soutenu par le conseil départemental de Loir-et-Cher, le conseil régional du Centre-Val de Loire, anciennement la Région Centre, la ville de Blois, pour la gestion, la décision et la remise des récompenses.

## Prix et concours
Les deux principaux Prix sont décernés par le conseil régional du Centre-Val de Loire et le conseil départemental de Loir-et-Cher. Auparavant, il s'agissait du Grand prix de la Ville de Blois, et du Grand Prix du Conseil Général, dans un même principe de sélection nationale. Les autres Grands Prix sont généralement ceux de « L'École de la Loire », de « Qualité des Arts », et de « L'Académie Guillaume de Lorris », en plus des Prix Partenaires.

### Lauréats du Grand Prix du Conseil départemental et du Conseil régional

#### Littérature
- 2025 : Jean-Pierre Mallet et Claude Dussert
- 2024 : Philippe Lemoine et Serge Lapisse
- 2023 : Pascal d'Albé et Magali Breton
- 2022 : Alain Morinais et Sarita Méndez
- 2021 : Nicolas Saeys et Diane Duaner
- 2020 : Maria Torrelli-Lionné et Serge Santerre
- 2019 : Pascale Delacourt-Stelmasinski et Charlotte Lemoine
- 2018 : Félix Labetoule et Maria Torrelli
- 2017 : Nicole Faucheux et Guy Vieilfault
- 2016 : Bernard Chasse et Nicolas Saeys

#### Arts plastiques
- 2025 : Line Aressy et Emmh'Art
- 2024 : Maria Achmar et Séverine Fabre-Hamon
- 2023 : Jean-François Ferbos et Véronique Dumont
- 2022 : Jacques Tanguy et Isabelle Sarian
- 2021 : Visna et Sharron Astbury-Petit
- 2020 : Edelgard Basalyk et Christine Henry
- 2019 : Henri Di Matteo et Patrice Simon
- 2018 : Birgit Mangler-Wiedemann et Eve Oziol
- 2017 : Gaby Bourlier et Edelgard Basalyk
- 2016 : Paule Buisson et Bernard Dubau

### Lauréats du Grand Prix de la Ville de Blois et du Conseil général

#### Littérature
- 2015 : Nadine Amiel et Marlène Manuel
- 2014 : Jacques Suire et Jean-Charles Dorge
- 2013 : Madeleine Changeux-Gilet et Jean-Pierre Simon
- 2012 : Nicole Faucheux et Marie G. Tardrew
- 2011 : Jean-Charles Dorge et Marcel Coupé
- 2010 : Suzy Maltret et Serge Santerre